# Cantó de Carquefou
El cantó d'Carquefou (bretó Kanton Kerc'hfaou) és una divisió administrativa francesa situat al departament de Loira Atlàntic a la regió de Loira Atlàntic, però que històricament ha format part de Bretanya.

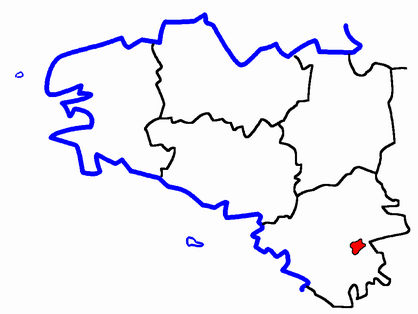
Situació del cantó

## Composició
El cantó aplega 4 comunes :
| Nom francès           | Nom bretó     | Població | km²   | Codi Postal | Codi INSEE |
| Carquefou             | Kerc'hfaou    | 15.377   | 43,42 | 44470       | 44026      |
| Mauves-sur-Loire      | Malvid        | 2.407    | 14,75 | 44470       | 44094      |
| Sainte-Luce-sur-Loire | Santez-Lusenn | 11.261   | 11,45 | 44980       | 44172      |
| Thouaré-sur-Loire     | Tarvieg       | 6.661    | 12,76 | 44470       | 44204      |
| Cantó                 | Kerc'hfaou    | 35.706   | 82,38 | -           | 4406       |

## Història
| Data d'elecció                           | Identitat       | Partit | Qualitat |
| ---------------------------------------- | --------------- | ------ | -------- |
| 2004-                                    | Bernard Aunette | PS     |          |
| les dades anteriors no són pas conegudes |                 |        |          |
|                                          |                 |        |          |